# Chapelle Saint-Nicolas de Craffault
Pour les articles homonymes, voir Chapelle Saint-Nicolas.
La chapelle Saint-Nicolas de Craffault est située sur la commune de Plédran en France.

## Localisation
La chapelle est située sur la commune de Plédran,au lieu-dit de Craffault, dans le département des Côtes-d'Armor, dans la région Bretagne.

## Description
La chapelle est édifice rectangulaire reconstruit vers 1572. Elle contient des restes de verrières du XVIe siècle. Elle abrite un retable sculpté. À l'extérieur, en plus de ses angles de pignon sculptés, la porte d'entrée est ornée des armoiries des seigneurs de Craffault. L'ouvrant de l'entrée principale est composé de massifs panneaux représentant des saints apôtres,,.

## Historique
La chapelle est inscrite au titre des monuments historiques par arrêté du 10 juin 1964.

## Galerie

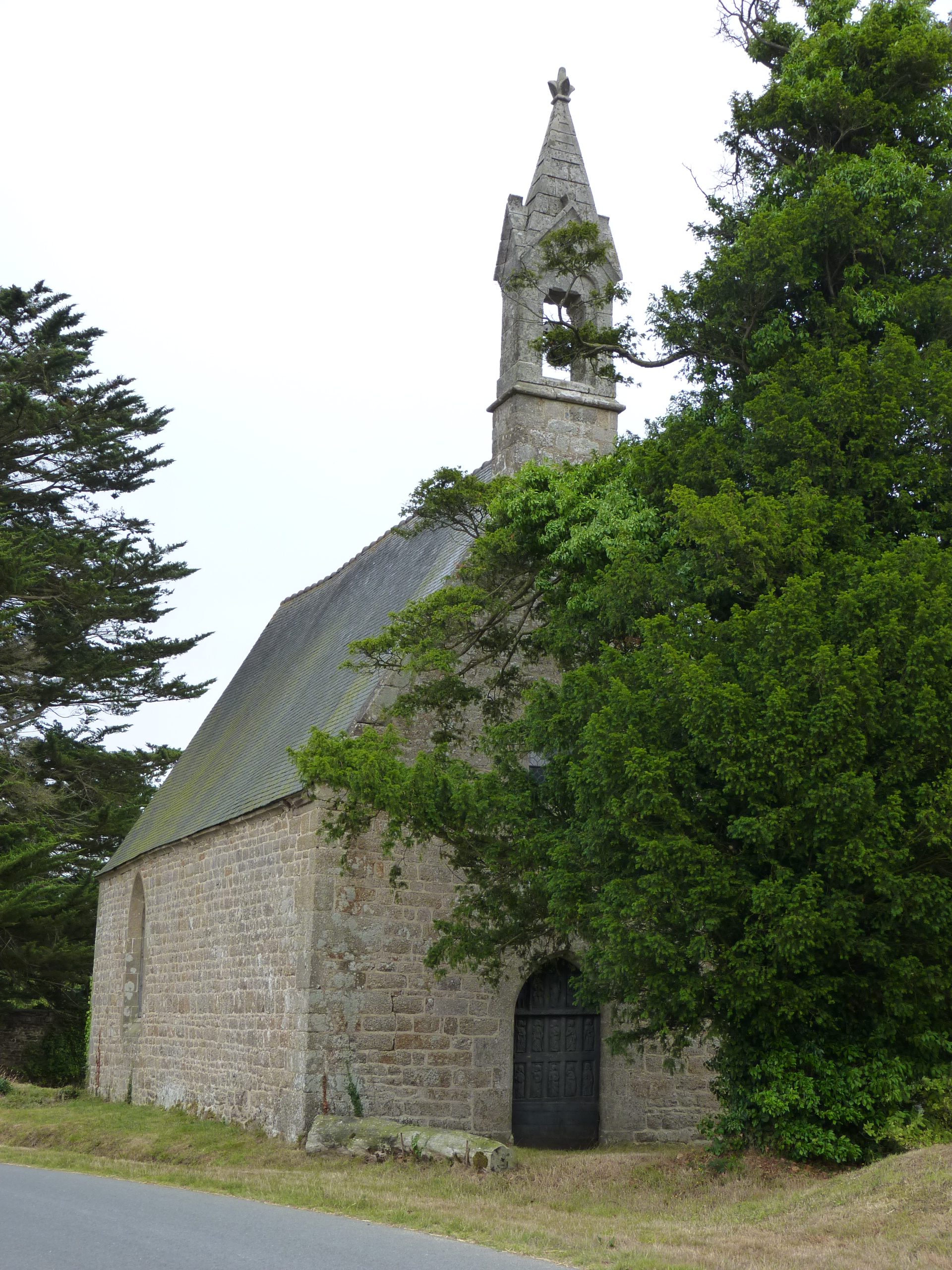
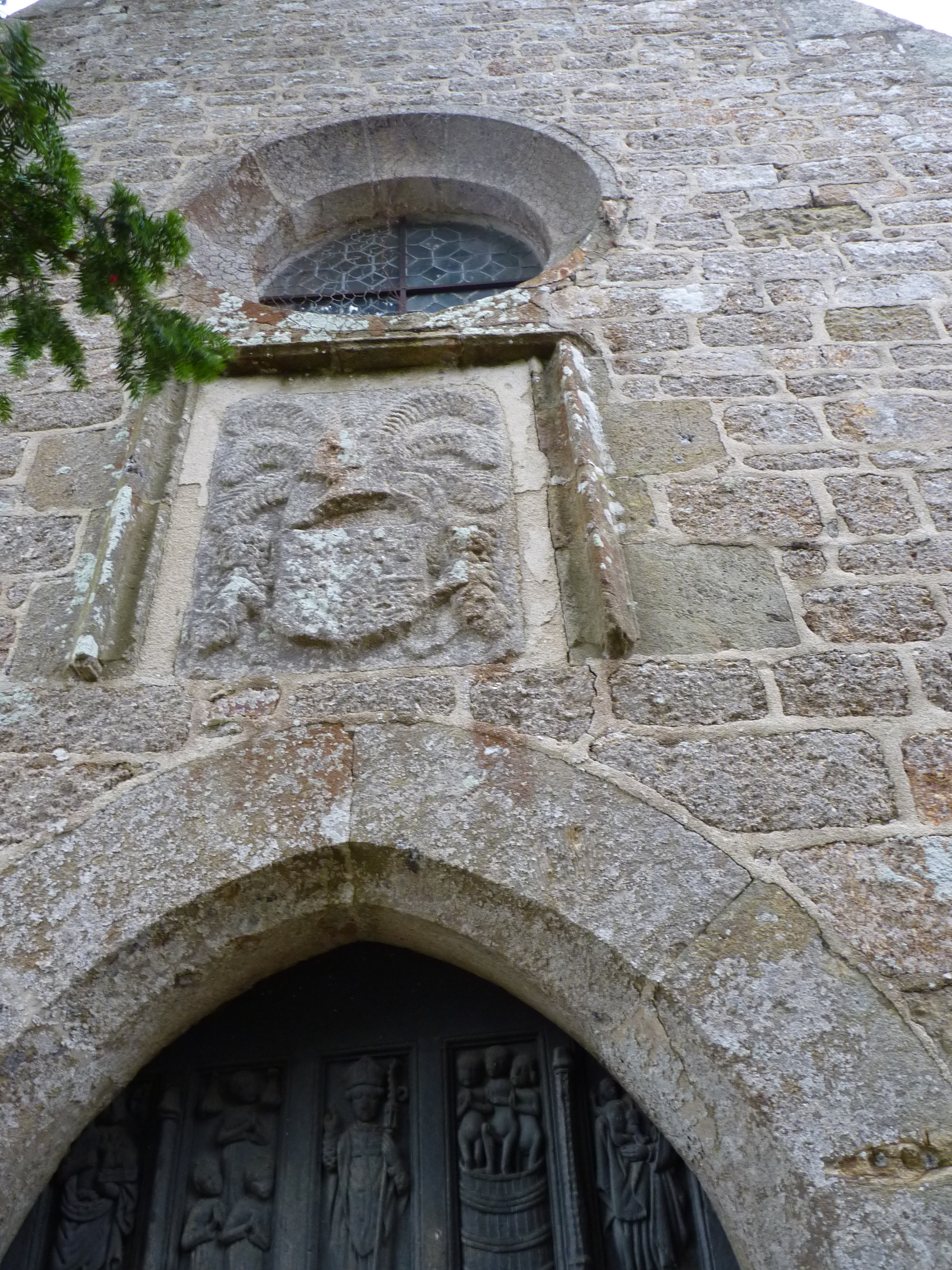
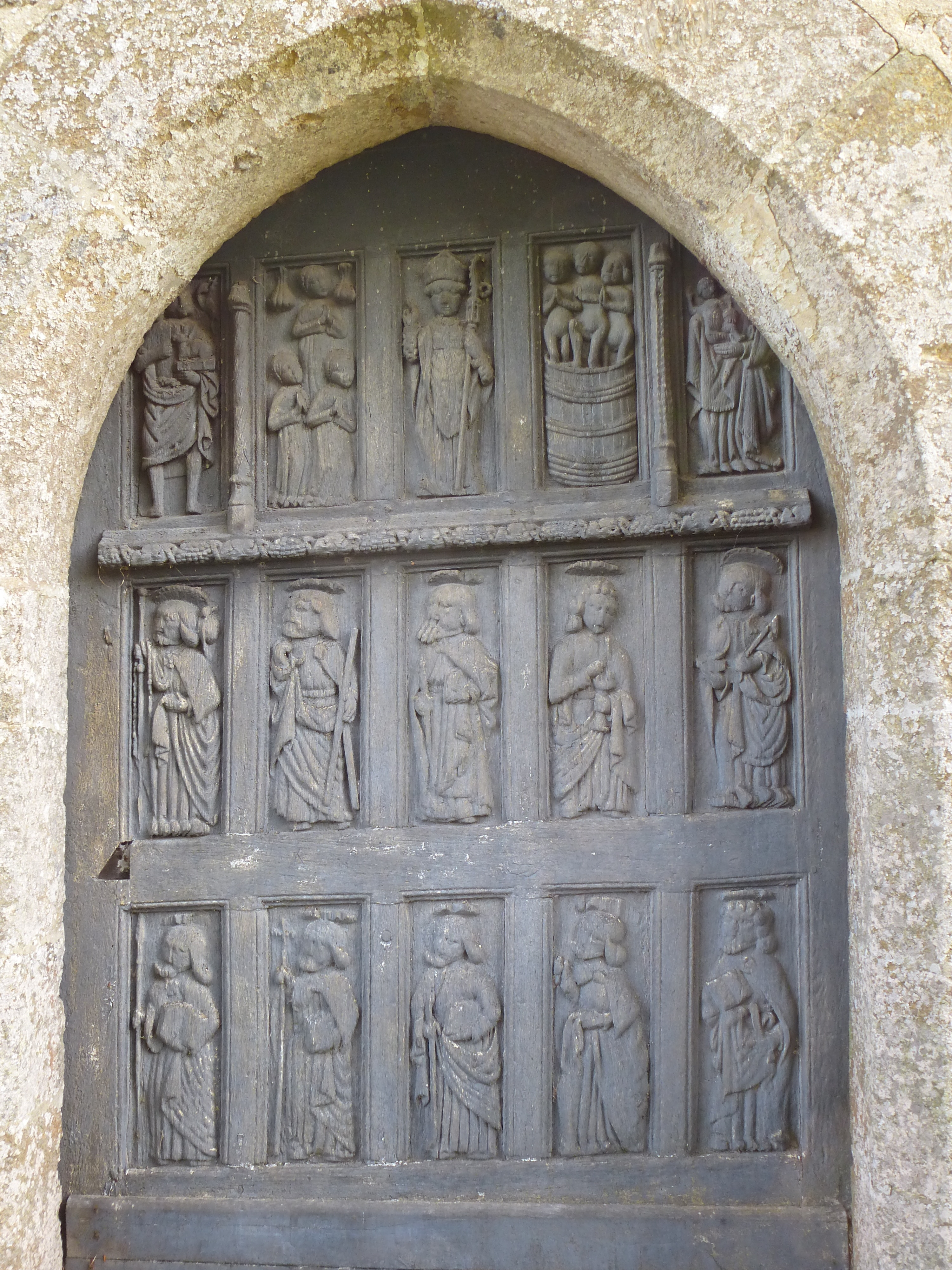